# TARDIS (физика)
Traversable acausal retrograde domains in spacetime, или TARDIS (Перемещаемая акаузальная ретроградная область в пространстве-времени) — точное решение уравнения Эйнштейна, выведенное в 2017 году Беном Типпеттом и Дэвидом Цангом, допускающее возможность существования замкнутой времениподобной кривой вне горизонта событий черной дыры.

## История
Согласно ОТО, в нашей Вселенной возможно существование замкнутых времениподобных кривых (англ. closed timelike curve, CTC). Если двигаться вдоль этих кривых, можно путешествовать в будущее и прошлое, возвращаясь затем в исходную точку.
Было найдено множество различных условий, при которых возможно возникновение СТС. Однако Стивен Хокинг предложил гипотезу о защищенности хронологии, в которой утверждается, что попытка создания замкнутых времениподобных кривых должна обязательно приводить к появлению черной дыры. Тем не менее, авторы нового исследования полагают, что данные ограничения не распространяются на их новую модель.
Бен Типпетт и Дэвид Цанг предложили новую математическую модель машины времени, по своему принципу напоминающую Пузырь Алькубьерре, который позволяет находящемуся внутри него космическому кораблю достигать сверхсветовой скорости. Однако TARDIS должна перемещаться по замкнутой кривой, чтобы находящиеся в ней люди испытывали постоянное ускорение. При этом внешний наблюдатель увидит две версии путешественников внутри пузыря: для одной время течет нормально, а для другой — в обратном направлении.
Хотя существование данной машины времени, по мнению исследователей, теоретически возможно, для этой модели, как и для Пузыря Алькубьерре, необходима экзотическая материя.

## Интересные факты
- Машина времени с названием TARDIS присутствует в британском фантастическом телевизионном сериале «Доктор Кто»[3]